# Yuri Istomin
Yuriy Vasylyovych Istomin (en ucraniano: Юрій Васильович Істомин, en ruso: Юрий Васильевич Истомин, Yuriy Vasilyevich Istomin; 3 de julio de 1944-6 de febrero de 1999) fue un futbolista soviético y ucraniano. Jugó como defensa, principalmente en el PFC CSKA Moscú, y en la selección de la Unión Soviética.

## Selección nacional
Istomin fue internacional en 34 ocasiones con el equipo de fútbol nacional de Unión Soviética, y participó en UEFA Euro 1968 y UEFA Euro 1972, en la que acabaron subcampeones. También ganó una medalla de bronce en fútbol en las Olimpiadas de 1972.

## Palmarés
- Soviet Top Liga: 1970.
- UEFA Euro 1972, subcampeón: 1972.
- Bronce olímpico: 1972.